# Elisa Santoniová
Elisa Santoniová (* 10. prosince 1987 Řím) je bývalá italská moderní gymnastka.
Gymnastice se věnovala od pěti let. V osmi letech se musela podrobit operaci vrozené srdeční vady, avšak vrátila se ke sportu a jako čtrnáctiletá byla povolána do juniorské reprezentace. Její trenérkou byla Emanuela Maccaraniová. Připravovala se v tréninkovém centru v Desiu a pak se stala členkou sportovního týmu italského vojenského letectva Centro Sportivo Aeronautica Militare.
V roce 2004 se stala kapitánkou italské reprezentace moderních gymnastek zvané „farfalle azzurre“ (modří motýlci). Zúčastnila se tří olympijských her, v roce 2004 získala s italským družstvem stříbrnou medaili, v roce 2008 byla čtvrtá a v roce 2012 třetí. Na mistrovství světa v moderní gymnastice získala sedmnáct medailí, dvakrát vyhrála v individuální soutěži a třikrát v řadě se podílela na titulu ve společných skladbách v letech 2009, 2010 a 2011. V roce 2008 se stala mistryní Evropy ve cvičení s pěti švihadly, ve společných skladbách byla druhá v letech 2006 a 2010 a třetí v letech 2003 a 2012.
Byl jí udělen Řád zásluh o Italskou republiku a Mezinárodní cena fair play.